# Cục Công an Bắc Kinh
Cục Công an Bắc Kinh (tiếng Trung: 北京市公安局; bính âm: Běijīng Shì Gōng'ānjú) là một cơ quan của chính quyền thành phố Bắc Kinh. Nó đóng vai trò là cục an ninh công cộng của thành phố và chi nhánh của cảnh sát nhân dân thuộc Bộ Công an (MPS). Trụ sở chính đặt tại Tiền Môn, quận Đông Thành.